# لالة ملوكة (اكدال الساحل الشرقية)
لالة ملوكة هو دُوَّار يقع بجماعة حرارة، إقليم آسفي، جهة مراكش آسفي في المملكة المغربية. ينتمي الدوّار لمشيخة اكدال الساحل الشرقية التي تضم 12 دوار. يقدر عدد سكانه بـ 202 نسمة حسب الإحصاء الرسمي للسكان والسكنى لسنة 2004.

## روابط خارجية
- البوابة الوطنية للجماعات الترابية نسخة محفوظة 12 مارس 2018 على موقع واي باك مشين.
- المندوبية السامية للتخطيط